# Asian Rhino Foundation
De Asian Rhino Foundation heeft zichzelf ten doel gesteld de drie neushoornsoorten in Azië te behouden als wilde diersoorten. Het gaat hierbij om de Indische neushoorn, de Javaanse neushoorn en de Sumatraanse neushoorn. De Asian Rhino Foundation is een Nederlandse stichting, statutair gevestigd in Wageningen, opgericht in april 2006. De statutaire naam is dan ook de Stichting Aziatische Neushoorn. Omdat de stichting echter internationaal wil gaan opereren, bijvoorbeeld door internationale projecten te ondersteunen, is ervoor gekozen om vooral de Engelse naam te gebruiken.
De Asian Rhino Foundation probeert om op verschillende manieren verschillende projecten te ondersteunen. Een belangrijk onderscheidt dat hierbij gemaakt kan worden is dat ze zowel bescherming als onderzoek ondersteunen. Hierbij steunen ze zowel in materiële als in financiële zin de projecten.
Het lijkt makkelijk om de naam af te korten tot ARF. Dit is echter niet de bedoeling omdat dit te veel lijkt op de afkorting IRF, de International Rhino Foundation

## Projecten
De Asian Rhino Foundation ondersteunt projecten in Azië die als belangrijkste doel hebben het behouden van de Aziatische neushoorns. Als een project voor ondersteuning in aanmerking wil komen moet de lokale bevolking er ook profijt van hebben. 
Het belangrijkste project wat op dit moment door de Asian Rhino Foundation wordt ondersteund is de Sumatran Rhino Sanctuary (SRS). Hier wordt onderzoek gedaan naar de Sumatraanse neushoorn en is een fokprogramma opgezet. SRS ligt in Way Kambas National Park op Sumatra, Indonesië. Daar verblijven maximaal vijf neushoorns, waaronder ook Andalas, de eerste in gevangenschap geboren Sumatraanse neushoorn in ruim 100 jaar. 